# Estación de Acacias

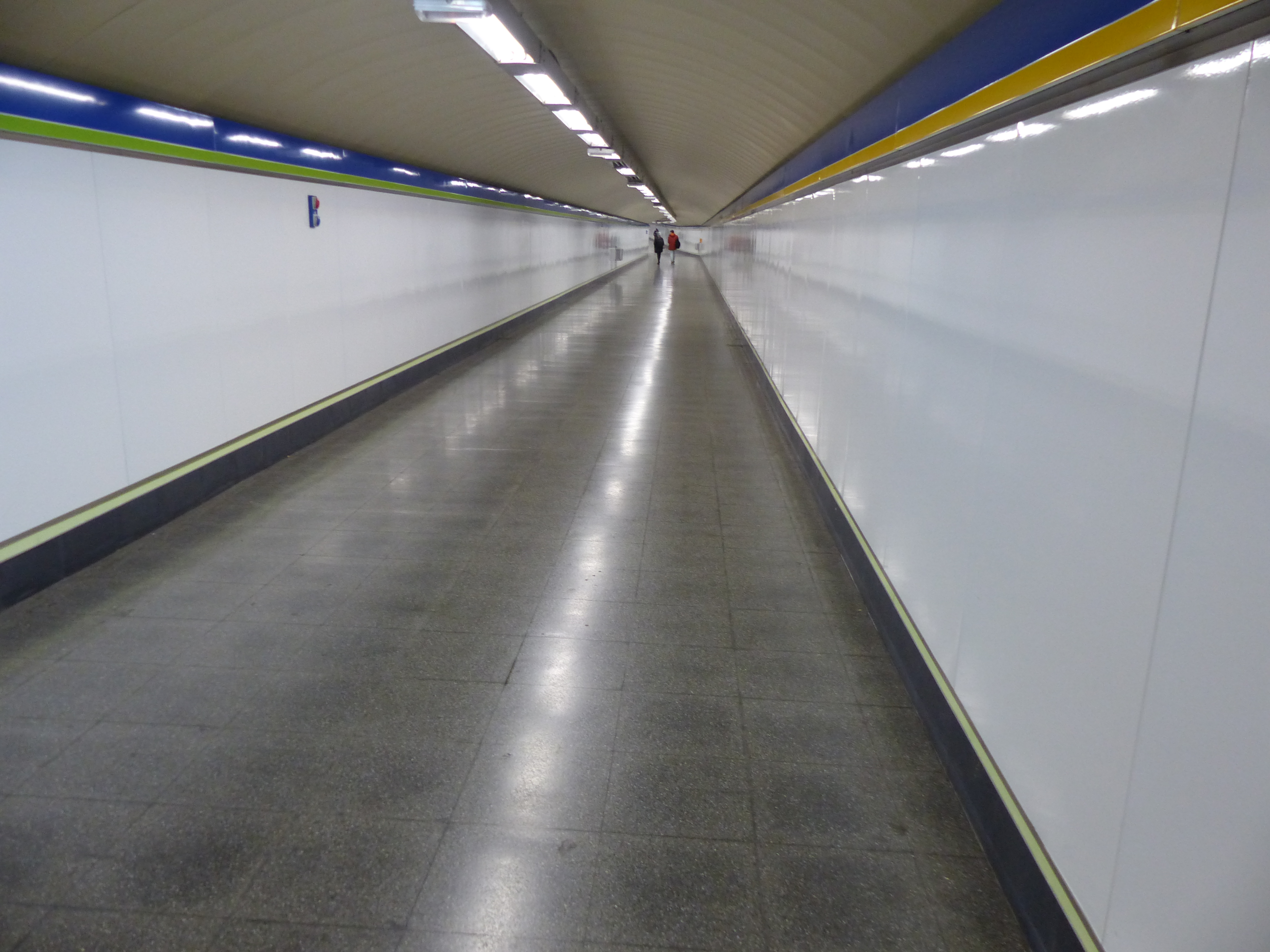
Pasillo de transbordo

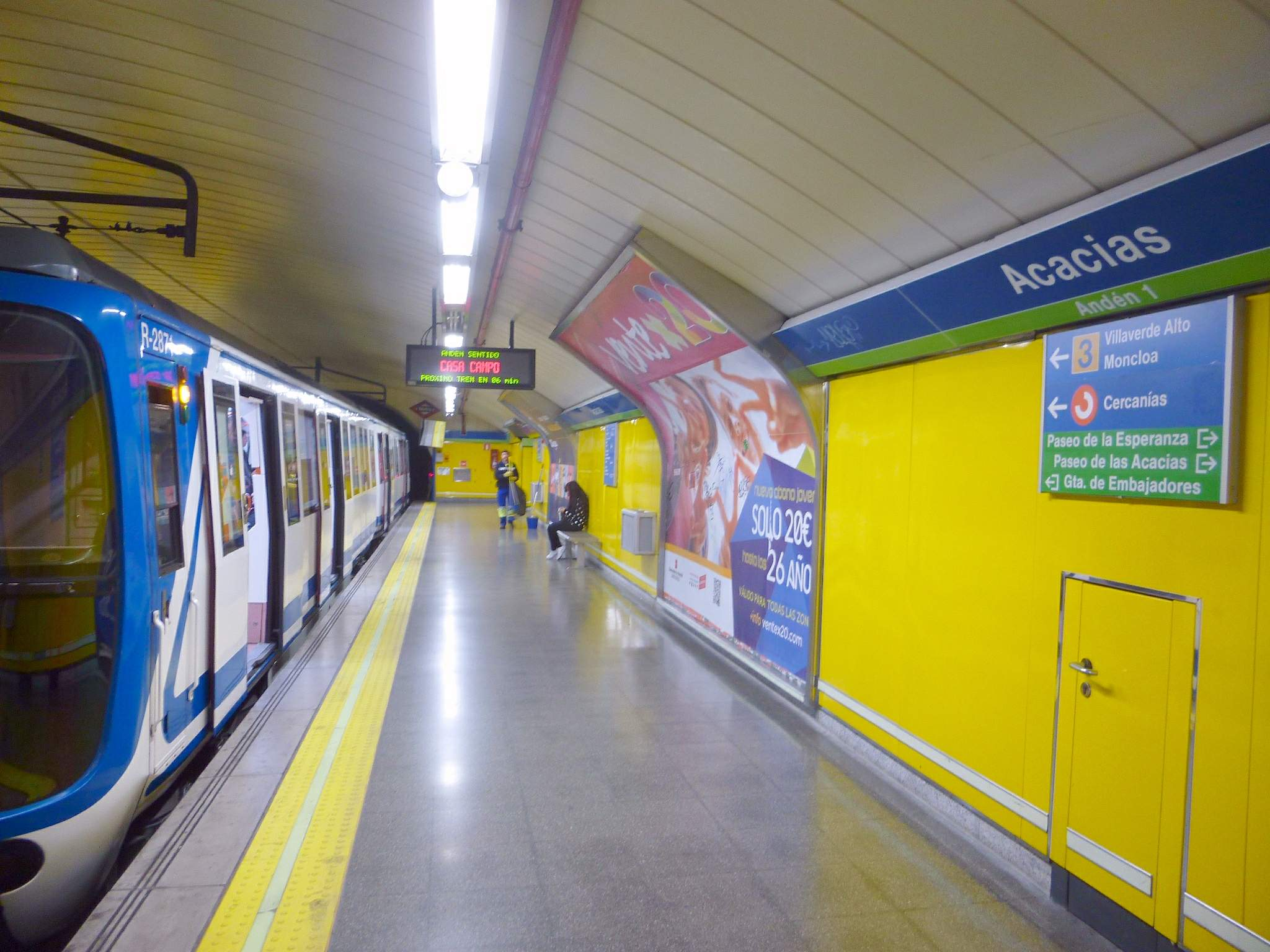
Andén de la estación

Acacias es una estación de la línea 5 de Metro de Madrid, España. Se encuentra en el distrito Arganzuela, en el barrio homónimo, bajo el paseo de las Acacias.

## Historia
El 5 de junio de 1968 se abrió el primer tramo de la línea 5 entre Carabanchel y Callao, incluyendo la estación de Acacias que se unió a la estación de Embajadores mediante un pasillo para permitir un transbordo con la línea 3 y la línea C-5 de Cercanías.
El 1 de abril de 2017 se eliminó el horario especial de todos los vestíbulos que cerraban a las 21:40 y la inexistencia de personal en dichos vestíbulos

## Accesos
Acacias
Vestíbulo Acacias
- Paseo de la Esperanza Pº Esperanza, 2A (esquina Pº Acacias)

## Líneas y conexiones

### Metro
| Líneas de Metro que prestan servicio en la estación de Acacias |                  |       |            |               |
| << cabecera                                                    | < estación       | Línea | estación > | cabecera >>   |
| Alameda de Osuna                                               | Puerta de Toledo |       | Pirámides  | Casa de Campo |

### Autobuses

Recorridos de las líneas de autobús en el entorno de la estación de metro de Acacias

| Diurnos |                  |                              |
| Línea   | Destino          | Parada                       |
| 34      | Las Águilas      | 324 ACACIAS (Pº Acacias, 20) |
| 36      | Campamento       | 324 ACACIAS (Pº Acacias, 20) |
| 62      | Cristo Rey       | 324 ACACIAS (Pº Acacias, 20) |
| 116     | Villaverde Cruce | 324 ACACIAS (Pº Acacias, 20) |
| 118     | La Peseta        | 324 ACACIAS (Pº Acacias, 20) |
| 119     | Barrio de Goya   | 324 ACACIAS (Pº Acacias, 20) |
| 34      | Cibeles          | 325 ACACIAS (Pº Acacias, 25) |
| 36      | Atocha           | 325 ACACIAS (Pº Acacias, 25) |
| 62      | Los Puertos      | 325 ACACIAS (Pº Acacias, 25) |
| 116     | Embajadores      | 325 ACACIAS (Pº Acacias, 25) |
| 118     | Embajadores      | 325 ACACIAS (Pº Acacias, 25) |
| 119     | Atocha           | 325 ACACIAS (Pº Acacias, 25) |